# Championnat de Belgique de football de troisième division 1930-1931
Navigation
saison précédente saison suivante
Cette page présente la cinquième édition du championnat de Promotion (D3) belge.
Cette saison est une compétition particulière car la Fédération belge a décidé d'apporter une nouvelle adaptation à l'organisation de ses séries nationales à partir de l'année suivante. Deux séries supplémentaires seront créées: une au 2e niveau et une au 3e échelon.
Pour parvenir à cette nouvelles répartition, l'URBSFA décrète, d'une part, que les quatre premiers classés de chaque série de Promotion seront promus vers la Division 1 (D2) et, d'autre part, qu'il n'y aura aucun relégué vers les séries régionales. Les 12 équipes promues seront accompagnées des "deux meilleurs cinquièmes".
Dans chaque série, on a donc droit à une lutte farouche pour décrocher une place dans ce qui serait aujourd'hui appelé le "top 4".
À la fin de la saison, vingt-huit clubs sont promus depuis les séries régionales.

## Clubs participants
Quarante-deux clubs prennent part à cette édition, soit le même nombre que lors de la saison précédente. Les équipes sont réparties en trois séries de 14 formations.

### Série A
| #  | Nom                                       | Mat. | Ville           | Stades               | En D3 depuis    | Total en D3 | Province        |
| -- | ----------------------------------------- | ---- | --------------- | -------------------- | --------------- | ----------- | --------------- |
| 1  | Vilvorde Football Club                    | 49   | Vilvorde        | ??                   | 1930-1931 (1re) | 3 saisons   | Brabant         |
| 2  | Royale Union Sportive Tournaisienne       | 26   | Tournai         | stade Gaston Horlait | 1928-1929 (3e)  | 4 saisons   | Hainaut         |
| 3  | Racing Club Tournaisien                   | 36   | Tournai         | Drève de Maire       | 1926-1927 (5e)  | 5 saisons   | Hainaut         |
| 4  | Club Renaisien                            | 46   | Renaix          | Parc Lagache         | 1926-1927 (5e)  | 5 saisons   | Fl. orientale   |
| 5  | Sportvereeniging Blankenberghe            | 48   | Blankenberge    | ??                   | 1926-1927 (5e)  | 5 saisons   | Fl. occidentale |
| 6  | Association Sportive Ostendaise           | 53   | Ostende         | Albertpark           | 1929-1930 (2e)  | 4 saisons   | Fl. occidentale |
| 7  | Sportvereeniging Audenaerde               | 81   | Audenarde       | ??                   | 1928-1929 (3e)  | 3 saisons   | Fl. orientale   |
| 8  | Racing Club Wetteren                      | 95   | Wetteren        | ??                   | 1929-1930 (2e)  | 3 saisons   | Fl. orientale   |
| 9  | Knokke Football Club                      | 101  | Knokke          | ??                   | 1927-1928 (4e)  | 4 saisons   | Fl. occidentale |
| 10 | Sint-Niklaassche Sportkring               | 221  | St-Nicolas/Waas | ??                   | 1926-1927 (5e)  | 5 saisons   | Fl. orientale   |
| 11 | Football Club Zwarte Leeuw Vilvoorde      | 306  | Vilvorde        | ??                   | 1927-1928 (4e)  | 4 saisons   | Brabant         |
| 12 | Koninklijke Vanneste Genootschap Oostende | 31   | Ostende         | ??                   | 1930-1931 (1re) | 3 saisons   | Fl. occidentale |
| 13 | Football Club Eecloo                      | 231  | Eeklo           | ??                   | 1930-1931 (1re) | 1 saison    | Fl. orientale   |
| 14 | Hemiksem Athletic Club                    | 360  | Hemiksem        | ??                   | 1930-1931 (1re) | 1 saison    | Anvers          |

### Localisations Série A
| \| Hemiksem AC Vilvorde FC Zw.L. Vilvorde AS Ostendaise K. VG Oostende Knokke FC SV Blankenberge FC Eecloo RC Wetteren Club Renaisien RC Tournai US Tournai St-Nicolas SV Audenaerde \| Localisation des clubs engagés en Promotion A 1930-1931 |
| Hemiksem AC Vilvorde FC Zw.L. Vilvorde AS Ostendaise K. VG Oostende Knokke FC SV Blankenberge FC Eecloo RC Wetteren Club Renaisien RC Tournai US Tournai St-Nicolas SV Audenaerde                                                               |

### Série B
| #  | Nom                               | Mat. | Ville           | Stades               | En D3 depuis    | Total en D3 | Province   |
| -- | --------------------------------- | ---- | --------------- | -------------------- | --------------- | ----------- | ---------- |
| 1  | White Star Woluwé Athletic Club   | 47   | Woluwe-St-L.    | rue de Kelle         | 1930-1931 (1re) | 1 saison    | Brabant    |
| 2  | Royal Football Club Bressoux      | 23   | Bressoux        | ??                   | 1926-1927 (5e)  | 5 saisons   | Liège      |
| 3  | Fléron Football Club              | 33   | Fléron          | ??                   | 1928-1929 (3e)  | 4 saisons   | Liège      |
| 4  | Albert Elisabeth Club Mons        | 44   | Mons            | rue du Tir           | 1926-1927 (5e)  | 5 saisons   | Hainaut    |
| 5  | Boom Football Club                | 58   | Boom            | ??                   | 1929-1930 (2e)  | 2 saisons   | Anvers     |
| 6  | Voetbalvereeniging Oude God Sport | 68   | Mortsel         | ??                   | 1928-1929 (3e)  | 3 saisons   | Anvers     |
| 7  | Association Sportive Herstalienne | 82   | Herstal         | ??                   | 1927-1928 (4e)  | 4 saisons   | Liège      |
| 8  | Borgerthoutsche Sportkring        | 84   | Borgerhout      | ??                   | 1927-1928 (4e)  | 4 saisons   | Anvers     |
| 9  | Union Jemappes                    | 136  | Jemappes        | ??                   | 1929-1930 (2e)  | 3 saisons   | Hainaut    |
| 10 | Olympic Club Charleroi            | 246  | Montignies-s-S. | stade de La Neuville | 1926-1927 (5e)  | 5 saisons   | Hainaut    |
| 11 | Sportkring Hoboken                | 285  | Hoboken         | ??                   | 1926-1927 (5e)  | 5 saisons   | Anvers     |
| 12 | Ixelles Sporting Club             | 42   | Ixelles         | ??                   | 1930-1931 (1re) | 4 saisons   | Brabant    |
| 13 | Union Sportive de Gilly           | 139  | Gilly           | ??                   | 1930-1931 (1re) | 1 saison    | Hainaut    |
| 14 | Jeunesse Arlonaise                | 143  | Arlon           | ??                   | 1930-1931 (1re) | 4 saisons   | Luxembourg |

### Localisations Série B
| \| Anvers · VV Oude God Sport · Borgerhoutsche SK · SK Hoboken Liège · FC Bressoux · + · Fléron FC · AS Herstalienne Anvers Boom Ixelles SC White Star AC Liège AEC Mons U. Jemappes Olympic CC US Gilly J. Arlonaise \| Localisation des clubs engagés en Promotion B 1930-1931 |
| Anvers · VV Oude God Sport · Borgerhoutsche SK · SK Hoboken Liège · FC Bressoux · + · Fléron FC · AS Herstalienne Anvers Boom Ixelles SC White Star AC Liège AEC Mons U. Jemappes Olympic CC US Gilly J. Arlonaise                                                               |

### Série C
| #  | Nom                                  | Mat. | Ville       | Stades          | En D3 depuis    | Total en D3 | Province |
| -- | ------------------------------------ | ---- | ----------- | --------------- | --------------- | ----------- | -------- |
| 1  | Royal Club Sportif Verviétois        | 8    | Verviers    | ??              | 1930-1931 (1re) | 1 saison    | Liège    |
| 2  | Football Club Sérésien               | 17   | Seraing     | stade du Pairay | 1926-1927 (5e)  | 5 saisons   | Liège    |
| 3  | Stade Louvaniste                     | 18   | Louvain     | ??              | 1926-1927 (5e)  | 5 saisons   | Brabant  |
| 4  | Cappellen Football Club              | 43   | Kapellen    | ??              | 1926-1927 (5e)  | 5 saisons   | Anvers   |
| 5  | Patria Football Club Tongres         | 71   | Tongres     | ??              | 1929-1930 (2e)  | 2 saisons   | Limbourg |
| 6  | Cercle Sportif Tongrois              | 73   | Tongres     | ??              | 1929-1930 (2e)  | 3 saisons   | Limbourg |
| 7  | La Jeunesse d'Eupen                  | 108  | Eupen       | ??              | 1927-1928 (4e)  | 4 saisons   | Liège    |
| 8  | Racing Club Tirlemont                | 132  | Tirlemont   | ??              | 1926-1927 (5e)  | 5 saisons   | Brabant  |
| 9  | Royal Football Club Malmundaria 1904 | 188  | Malmedy     | ??              | 1929-1930 (2e)  | 2 saisons   | Liège    |
| 10 | Stade Waremmien Football Club        | 190  | Waremme     | ??              | 1928-1929 (3e)  | 4 saisons   | Liège    |
| 11 | Turnhoutse Sportkring Hand-in-Hand   | 210  | Turnhout    | ??              | 1928-1929 (3e)  | 3 saisons   | Anvers   |
| 12 | Royale Union Hutoise Football Club   | 76   | Huy         | ??              | 1930-1931 (1re) | 2 saisons   | Liège    |
| 13 | Wallonia Association Namur           | 173  | Namur       | ??              | 1930-1931 (1re) | 1 saison    | Namur    |
| 14 | Sint-Truidensche Voetbalvereniging   | 373  | Saint-Trond | ??              | 1930-1931 (1re) | 2 saisons   | Limbourg |

### Localisations Série C
| \| Cappellen FC Turnhoutse SK HIH St. Louvaniste RC Tirlemont St-Trond CS Tongrois Patria FC St. Waremmien R. FC Sérésien U. Hutoise Verviers Eupen Malmundaria 1904 Wallonia Namur \| Localisation des clubs engagés en Promotion C 1930-1931 |
| Cappellen FC Turnhoutse SK HIH St. Louvaniste RC Tirlemont St-Trond CS Tongrois Patria FC St. Waremmien R. FC Sérésien U. Hutoise Verviers Eupen Malmundaria 1904 Wallonia Namur                                                               |

## Classements
Légende
- Champion & Promu en Division 1 (D2)
- clubs promus en Division 1 (D2)
- clubs devant être départagés pour désigner deux montants supplémentaires en Division 1 (D2)

Abréviations
 : Relégué de Division 1 (D2) 1929-1930
 : Promu depuis les séries inférieures
- Départages: Si nécessaire, les départages des égalités de points se font d'abord en donnant priorité « au plus petit nombre de défaites ».

### Promotion A
| Rang | Équipe                    | Pts | J  | G  | N | P  | Bp | Bc | Diff |
| ---- | ------------------------- | --- | -- | -- | - | -- | -- | -- | ---- |
| 1    | AS OSTENDAISE             | 39  | 26 | 17 | 5 | 4  | 99 | 44 | +55  |
| 2    | Club Renaisien            | 34  | 26 | 14 | 6 | 6  | 68 | 50 | +18  |
| 3    | Knokke FC                 | 34  | 26 | 16 | 2 | 8  | 81 | 57 | +24  |
| 4    | St-Niklaassche SK         | 33  | 26 | 14 | 5 | 7  | 80 | 67 | +13  |
| 5    | SV Audenarde              | 31  | 26 | 13 | 5 | 8  | 57 | 44 | +13  |
| 6    | AC Hemiksem               | 30  | 26 | 14 | 2 | 10 | 64 | 60 | +4   |
| 7    | R. US Tournaisienne       | 30  | 26 | 12 | 6 | 8  | 55 | 53 | +2   |
| 8    | Vilvorde FC               | 26  | 26 | 11 | 4 | 11 | 63 | 70 | -7   |
| 9    | R. RC Tournaisien         | 22  | 26 | 9  | 4 | 13 | 66 | 63 | +3   |
| 10   | RC Wetteren               | 20  | 26 | 7  | 6 | 13 | 58 | 72 | -14  |
| 11   | FC Zwarte Leeuw Vilvoorde | 20  | 26 | 8  | 4 | 14 | 41 | 68 | -27  |
| 12   | FC Eecloo                 | 18  | 26 | 6  | 6 | 14 | 42 | 73 | -31  |
| 13   | K. VG Ostende             | 14  | 26 | 6  | 2 | 18 | 53 | 72 | -19  |
| 14   | SV Blankenberghe          | 13  | 26 | 4  | 5 | 17 | 41 | 75 | -34  |

### Promotion B
| Rang | Équipe               | Pts | J  | G  | N | P  | Bp | Bc  | Diff |
| ---- | -------------------- | --- | -- | -- | - | -- | -- | --- | ---- |
| 1    | SK HOBOKEN           | 38  | 26 | 16 | 6 | 4  | 74 | 28  | +46  |
| 2    | Borgerhoutsche SK    | 38  | 26 | 18 | 2 | 6  | 77 | 51  | +26  |
| 3    | White Star Woluwé AC | 37  | 26 | 17 | 3 | 6  | 93 | 57  | +36  |
| 4    | Boom FC              | 33  | 26 | 14 | 5 | 7  | 88 | 33  | +55  |
| 5    | R. FC Bressoux       | 32  | 26 | 13 | 6 | 7  | 74 | 47  | +27  |
| 6    | AS Herstalienne      | 32  | 26 | 15 | 2 | 9  | 71 | 53  | +18  |
| 7    | VV Oude God Sport    | 31  | 26 | 14 | 3 | 9  | 69 | 52  | +17  |
| 8    | Union Jemappes       | 26  | 26 | 10 | 6 | 10 | 75 | 72  | +3   |
| 9    | Jeunesse Arlonaise   | 22  | 26 | 9  | 4 | 13 | 61 | 92  | -31  |
| 10   | US Gilly             | 21  | 26 | 7  | 7 | 12 | 64 | 79  | -15  |
| 11   | Olympic CC           | 16  | 26 | 6  | 4 | 16 | 48 | 71  | -23  |
| 12   | Ixelles SC           | 15  | 26 | 6  | 3 | 17 | 44 | 81  | -37  |
| 13   | AEC Mons             | 14  | 26 | 5  | 4 | 17 | 42 | 79  | -37  |
| 14   | R. Fléron FC         | 9   | 26 | 4  | 1 | 21 | 57 | 132 | -75  |

### Promotion C
| Rang | Équipe                     | Pts | J  | G  | N | P  | Bp | Bc | Diff |
| ---- | -------------------------- | --- | -- | -- | - | -- | -- | -- | ---- |
| 1    | RC TIRLEMONT               | 40  | 26 | 18 | 4 | 4  | 81 | 32 | +49  |
| 1    | R. FC Sérésien             | 35  | 26 | 17 | 1 | 8  | 74 | 44 | +30  |
| 3    | R. CS Verviétois           | 34  | 26 | 15 | 4 | 7  | 86 | 46 | +40  |
| 4    | R. Stade Louvaniste        | 33  | 26 | 14 | 5 | 7  | 68 | 52 | +16  |
| 5    | Turnhoutse SK HIH          | 33  | 26 | 15 | 3 | 8  | 82 | 57 | +25  |
| 6    | La Jeunesse d'Eupen        | 28  | 26 | 14 | 0 | 12 | 76 | 70 | +6   |
| 7    | Cappellen FC               | 26  | 26 | 12 | 2 | 12 | 65 | 83 | -18  |
| 8    | Stade Waremmien FC         | 25  | 26 | 10 | 5 | 11 | 60 | 55 | +5   |
| 9    | St-Truidensche VV          | 24  | 26 | 11 | 2 | 13 | 59 | 73 | -14  |
| 10   | Union Hutoise FC           | 22  | 26 | 8  | 6 | 12 | 62 | 68 | -6   |
| 11   | CS Tongrois                | 20  | 26 | 8  | 4 | 14 | 50 | 62 | -12  |
| 12   | Patria FC Tongres          | 17  | 26 | 7  | 3 | 16 | 58 | 80 | -22  |
| 13   | R. FC Malmundaria 1904     | 16  | 26 | 7  | 2 | 17 | 47 | 97 | -50  |
| 14   | Wallonia Association Namur | 11  | 26 | 3  | 5 | 18 | 39 | 88 | -49  |

## Déroulement de la saison

### Résultats des rencontres - Série A
| Résultats (▼dom., ►ext.)                                   | 1 | 2 | 3 | 4 | 5 | 6 | 7 | 8 | 9 | 10 | 11 | 12 | 13 | 14 |
|                                                            |   | - | - | - | - | - | - | - | - | -  | -  | -  | -  | -  |
|                                                            | - |   | - | - | - | - | - | - | - | -  | -  | -  | -  | -  |
|                                                            | - | - |   | - | - | - | - | - | - | -  | -  | -  | -  | -  |
|                                                            | - | - | - |   | - | - | - | - | - | -  | -  | -  | -  | -  |
|                                                            | - | - | - | - |   | - | - | - | - | -  | -  | -  | -  | -  |
|                                                            | - | - | - | - | - |   | - | - | - | -  | -  | -  | -  | -  |
|                                                            | - | - | - | - | - | - |   | - | - | -  | -  | -  | -  | -  |
|                                                            | - | - | - | - | - | - | - |   | - | -  | -  | -  | -  | -  |
|                                                            | - | - | - | - | - | - | - | - |   | -  | -  | -  | -  | -  |
|                                                            | - | - | - | - | - | - | - | - | - |    | -  | -  | -  | -  |
|                                                            | - | - | - | - | - | - | - | - | - | -  |    | -  | -  | -  |
|                                                            | - | - | - | - | - | - | - | - | - | -  | -  |    | -  | -  |
|                                                            | - | - | - | - | - | - | - | - | - | -  | -  | -  |    | -  |
|                                                            | - | - | - | - | - | - | - | - | - | -  | -  | -  | -  |    |
| - Victoire à domicile - Match nul - Victoire à l'extérieur |   |   |   |   |   |   |   |   |   |    |    |    |    |    |

### Résultats des rencontres - Série B
| Résultats (▼dom., ►ext.)                                   | 1 | 2 | 3 | 4 | 5 | 6 | 7 | 8 | 9 | 10 | 11 | 12 | 13 | 14 |
|                                                            |   | - | - | - | - | - | - | - | - | -  | -  | -  | -  | -  |
|                                                            | - |   | - | - | - | - | - | - | - | -  | -  | -  | -  | -  |
|                                                            | - | - |   | - | - | - | - | - | - | -  | -  | -  | -  | -  |
|                                                            | - | - | - |   | - | - | - | - | - | -  | -  | -  | -  | -  |
|                                                            | - | - | - | - |   | - | - | - | - | -  | -  | -  | -  | -  |
|                                                            | - | - | - | - | - |   | - | - | - | -  | -  | -  | -  | -  |
|                                                            | - | - | - | - | - | - |   | - | - | -  | -  | -  | -  | -  |
|                                                            | - | - | - | - | - | - | - |   | - | -  | -  | -  | -  | -  |
|                                                            | - | - | - | - | - | - | - | - |   | -  | -  | -  | -  | -  |
|                                                            | - | - | - | - | - | - | - | - | - |    | -  | -  | -  | -  |
|                                                            | - | - | - | - | - | - | - | - | - | -  |    | -  | -  | -  |
|                                                            | - | - | - | - | - | - | - | - | - | -  | -  |    | -  | -  |
|                                                            | - | - | - | - | - | - | - | - | - | -  | -  | -  |    | -  |
|                                                            | - | - | - | - | - | - | - | - | - | -  | -  | -  | -  |    |
| - Victoire à domicile - Match nul - Victoire à l'extérieur |   |   |   |   |   |   |   |   |   |    |    |    |    |    |

### Résultats des rencontres - Série C
| Résultats (▼dom., ►ext.)                                   | 1 | 2 | 3 | 4 | 5 | 6 | 7 | 8 | 9 | 10 | 11 | 12 | 13 | 14 |
|                                                            |   | - | - | - | - | - | - | - | - | -  | -  | -  | -  | -  |
|                                                            | - |   | - | - | - | - | - | - | - | -  | -  | -  | -  | -  |
|                                                            | - | - |   | - | - | - | - | - | - | -  | -  | -  | -  | -  |
|                                                            | - | - | - |   | - | - | - | - | - | -  | -  | -  | -  | -  |
|                                                            | - | - | - | - |   | - | - | - | - | -  | -  | -  | -  | -  |
|                                                            | - | - | - | - | - |   | - | - | - | -  | -  | -  | -  | -  |
|                                                            | - | - | - | - | - | - |   | - | - | -  | -  | -  | -  | -  |
|                                                            | - | - | - | - | - | - | - |   | - | -  | -  | -  | -  | -  |
|                                                            | - | - | - | - | - | - | - | - |   | -  | -  | -  | -  | -  |
|                                                            | - | - | - | - | - | - | - | - | - |    | -  | -  | -  | -  |
|                                                            | - | - | - | - | - | - | - | - | - | -  |    | -  | -  | -  |
|                                                            | - | - | - | - | - | - | - | - | - | -  | -  |    | -  | -  |
|                                                            | - | - | - | - | - | - | - | - | - | -  | -  | -  |    | -  |
|                                                            | - | - | - | - | - | - | - | - | - | -  | -  | -  | -  |    |
| - Victoire à domicile - Match nul - Victoire à l'extérieur |   |   |   |   |   |   |   |   |   |    |    |    |    |    |

### Départage des5eclassés - Deux montants supplémentaires
Les clubs classés à la 5e place de chaque série sont départagées en fonction du nombre de total de points qu'elles ont inscrits dans leur série respective.. Les deux équipes ayant obtenu le plus grand nombre de points dans leur série sont promues.
| Rang    | Équipe            | Pts | J  | G  | N | P | Bp | Bc | Diff |
| ------- | ----------------- | --- | -- | -- | - | - | -- | -- | ---- |
| série C | Turnhoutse SK HIH | 33  | 26 | 15 | 3 | 8 | 82 | 57 | +25  |
| série B | R. FC Bressoux    | 32  | 26 | 13 | 6 | 7 | 74 | 47 | +27  |
| série A | SV Audenarde      | 31  | 26 | 13 | 5 | 8 | 57 | 44 | +13  |

## Récapitulatif de la saison
- Champion A: AS Ostendaise (1e titre en D3)
- Champion B: SK Hoboken (1e titre en D3)
- Champion C: RC Tirlemont (1e titre en D3)

- Troisième titre de "D3" pour la Province d’Anvers.
- Troisième titre de "D3" pour la Province de Brabant.
- Troisième titre de "D3" pour la Province de Flandre occidentale.

| Région flamande (19)            | Région flamande (19) | Province de Brabant (6)      | Province de Brabant (6) | Région wallonne (17)   | Région wallonne (17) |
| ------------------------------- | -------------------- | ---------------------------- | ----------------------- | ---------------------- | -------------------- |
| Province d'Anvers               | 7                    | Région de Bruxelles-Capitale | 2                       | Province de Hainaut    | 6                    |
| Province de Flandre-Occidentale | 4                    | Province du Brabant flamand  | 4                       | Province de Liège      | 9                    |
| Province de Flandre-Orientale   | 5                    | Province du Brabant wallon   | 0                       | Province de Luxembourg | 1                    |
| Province de Limbourg            | 3                    |                              |                         | Province de Namur      | 1                    |

1. ↑  Au niveau footballistique, la province de Brabant est toujours unitaire malgré sa partition territoriale en 1995.

- RAPPEL:  En Belgique, le principe d'une frontière linguistique est créé par la Loi du 21 juillet 1921, mais elle n'est définitivement fixée que par les Lois du 8 novembre 1962. Cette « frontière » voit ses effets principaux se marquer à partir de 1963 avec, par exemple, les passages de Mouscron en Hainaut ou de Fourons au Limbourg. La Belgique ne devient un  État fédéralisé qu'à partir de 1970 lorsqu'est appliquée la première réforme constitutionnelle. À ce moment, l'ajout de l'« Article 59bis » crée les « Communautés » alors que le plus délicat, car longtemps et âprement débattu, « Article 107quater » établit les « Régions ». La Région de Bruxelles-Capitale ne voit le jour qu'en 1989. La scission de la Province de Brabant en deux (flamand et wallon) n'intervient officiellement qu'au 1er janvier 1995.

## Débuts en séries nationales (et donc en Division 3)
Quatre clubs font leurs débuts en séries nationales.
- AC Hemiksem (21e club de la Province d'Anvers) - 11e Anversois en D3 ;
- FC Eecloo (10e club de la Province de Flandre-Orientale) - 7e Flandrien oriental en D3 ;
- US Gilly (7e club de la Province de Hainaut) - 7e Hennuyer en D3 ;
- Wallonia Association Namur (4e club de la Province de Namur) - 4e Namurois en D3 ;

## Débuts en Division 3
- White Star Woluwé AC (relégué) est le 13e Brabançon en D3 ;
- R. CS Verviétois (relégué) est le 15e Liégeois en D3 ;

## Montée vers le.../ Relégation du2eniveau
Les trois champions, SK Hoboken, AS Ostendaise et RC Tirlemont, ainsi que onze autres clubs sont promus en Division 1 (D2):
Boom FC
Borgerhoutsche SK
R. FC Bressoux
Knokke FC
R. Stade Louvaniste
Club Renaisien
R. FC Sérésien
St-Niklaassche SK
Turnhoutse SK HIH
R. CS Verviétois
White Star Woluwé AC.
Aucune équipe n'est reléguée depuis le 2e niveau national.

## Relégations vers le niveau inférieur
À la fin de la saison, il n'y a donc aucune équipe reléguée vers les "séries régionales".

## Montée depuis le niveau inférieur
Compte tenu du passage de la Division 1 (D2) à 2 séries de 14 équipes et la création d'une 4e série de Promotion (D3), ce sont ni plus, ni moins de vingt-huit clubs qui promus depuis les séries inférieures:
- Clubs promus depuis les divisions inférieures en vue du championnat de championnat 1931-1932:
  - Les clubs en lettres italiques n'existent plus en 2012.

| Provinces                       | Nombre | Club 1            | Club 2          | Club 3             | Club 4        | Club 5             |
| ------------------------------- | ------ | ----------------- | --------------- | ------------------ | ------------- | ------------------ |
| Province d'Anvers               | 5      | RC Antwerp-Deurne | Herentalsche SK | Minerve SAC Anvers | Niel FC       | FC Wilrijk         |
| Province de Brabant             | 5      | HO FC Diest       | SCUP Jette      | R. Léopold CB      | Ruisbroek FC  | CS Saint-Josse     |
| Province de Liège               | 5      | Club Amay Sportif | SRU Verviers    | RC Vottem          | US Liège      | Running FC Jemeppe |
| Province de Hainaut             | 4      | US Centre         | FC Binchois     | FC Châtelineau     | CS Marchienne |                    |
| Province de Namur               | 3      | CS Andennais      | Namur Sports    |                    |               |                    |
| Province de Flandre-Occidentale | 2      | R. Courtrai Sport | Stade Courtrai  |                    |               |                    |
| Province de Flandre-Orientale   | 2      | ARA Termondoise   | Temsche SK      |                    |               |                    |
| Province de Limbourg            | 2      | Hasseltse VV      | Bocholter VV    |                    |               |                    |
| Province de Luxembourg          | 1      | FC JS Athusienne  |                 |                    |               |                    |